# Cordulegaster parvistigma
Cordulegaster parvistigma – gatunek ważki z rodziny szklarnikowatych (Cordulegastridae).